# Marie-Léonide Charvin

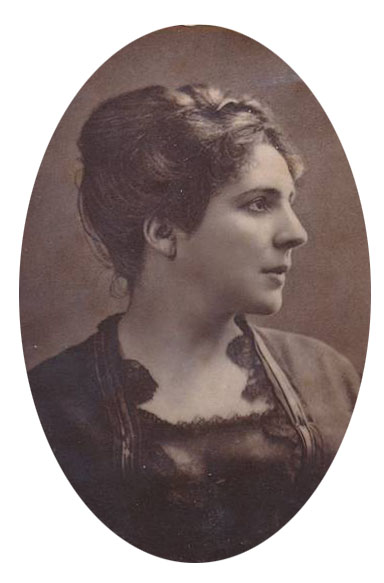
Agar

Marie-Léonide Charvin (Sedan, 18 september 1832 - Sidi M'Hamed (Algerije), 16 augustus 1891), bekend onder haar artiestennaam Agar, was een Franse actrice van de Comédie-Française. Ze was gedwongen dat gezelschap te verlaten na de steun die ze had verleend aan de Commune van Parijs. Ze was een van de beroemdste Franse actrices uit de 19e eeuw.

## Levensloop
Charvin was de dochter van de beroepsmilitair. Op zestienjarige leeftijd huwde ze in Lyon met Barthélemy Nique. In 1853 verliet ze haar man en trok naar Parijs. Ze kwam er aan de kost door het geven van pianolessen en door in cafés te zingen. Ze werd opgemerkt door François Ponsart en met zijn steun kon ze haar debuut maken als actrice in 1862 in de hoofdrol van Phèdre in het Odéon. Het jaar erop werd ze pensionnaire in de Comédie-Française. Ze slaagde er pas in 1869 in om aangesteld te worden als sociétaire of vaste actrice van de Comédie-Française door een tussenkomst van prinses Mathilde Bonaparte.
Aan het begin van de Frans-Duitse Oorlog zong Agar het patriottische La Marseillaise, een lied dat verboden was tijdens het Tweede Franse Keizerrijk. En in 1871, tijdens de belegering van Parijs door de Duitsers, steunde ze de Commune van Parijs. Deze dubbelzinnigheid ten aanzien van prinses Mathilde enerzijds en de Commune anderzijds werd haar aangerekend door de Franse pers. In 1872 werd Agar gedwongen ontslag te nemen bij de Comédie-Française. Ze toerde daarna met veel succes door de rest van Frankrijk en doorheen Europa.
In 1888 huwde ze een tweede maal, met Georges Marye, en het koppel vestigde zich in Algerije, toen een deel van Frankrijk. Ze raakte verlamd in 1888 na een optreden aldaar en stierf drie jaar later in Mustapha (nu Sidi M'Hamed).